# Stülpner-Legende
Stülpner-Legende ist eine siebenteilige Serie des Fernsehens der DDR in Schwarz-Weiß, die von November bis Dezember 1973 erstmals in der DDR ausgestrahlt wurde. Die Serie schildert in freier Adaption einige legendäre Episoden aus dem Leben des Wildschützen Karl Stülpner aus dem Erzgebirge, die in der Zeit von 1795 bis 1800 stattfanden. Besonders hervorgehoben wird seine Rolle als Volksheld, der den Reichen nahm und den Armen gab.

## Handlung

### Das Schießen
Kursachsen, Ende des 18. Jahrhunderts: Die Jagd ist das Privileg und Vergnügen der Herren, dem gemeinen Landvolk bringt sie nur zusätzliche Lasten. Der Jagdgehilfe Karl Stülpner ist bei den einfachen Leuten dennoch beliebt, weil er ihnen oftmals, den strengen Gesetzen zum Trotz, insgeheim ein Stück Wildbret zukommen lässt. Dabei lebt Stülpner selber in bescheidenen Verhältnissen und träumt von einer Anstellung als Herrschaftsjäger, um seine alte Mutter unterstützen und die Gastwirtstochter Christine heiraten zu können. Seine Chancen stehen auch recht gut, denn traditionell verleiht der Graf von Einsiedel die begehrte Jägerstelle dem Sieger des alljährlichen Preisschießens, und Stülpner ist der beste Schütze weit und breit. Doch sein hinterlistiger Konkurrent Helfrich stellt ihm eine Falle, um seine Teilnahme zu verhindern. Zwar hilft ihm ein Freund, genannt „der Schwarze“, noch rechtzeitig aus der Klemme, aber da Stülpner in seiner freimütigen Art auch dem boshaften Büttel Wohllebe, dem intriganten Gerichtsverwalter Günther und sogar dem Herrn Grafen empfindlich auf die Zehen getreten ist, wird er um den Sieg beim Schießen betrogen und fällt zudem nachhaltig in Ungnade.

### Das Bataillon
Um den renitenten Stülpner loszuwerden, hat der Gerichtsverwalter ihn als „entbehrlich“ eingestuft und in die Rekrutierungsliste der Armee eingetragen. Beim Militär geht es Stülpner jedoch zunächst gar nicht übel, denn dank seiner Schießkünste avanciert er sogleich zum Leibjäger des Hauptmanns, kann statt des Kasernenhofdrills durch die Wälder streifen und heimlich sogar seine Christine besuchen. Die Sache hat allerdings einen Haken: Das Pachtjagdrevier der Offiziere ist zu klein für ihren Bedarf, also soll Stülpner sich „etwas einfallen lassen“ und gerät dadurch bald wieder mit seinem alten Rivalen und nunmehrigen Herrschaftsjäger Helfrich aneinander. Stülpners Freund, der Schwarze, der neben seinem Gewerbe als Wirtshausmusikant auch ein heimlicher Wildschütz ist, rät ihm dringend, sich nach Böhmen abzusetzen, bevor er wieder Ärger mit der Obrigkeit bekommt. Aber Stülpner mag sich von der Heimat, der Mutter und der Geliebten nicht trennen. Erst als eine Anzeige wegen Wilderei und Körperverletzung vorliegt und der Hauptmann ihm bestenfalls zu einer „milden“ Militärstrafe mit Auspeitschung und monatelangem Arrest verhelfen kann, entschließt er sich doch zur Flucht.

### Die Pfändung
Nach vierjähriger Wanderschaft durch fremde Länder hat das Heimweh den Stülpner-Karl wieder in die Heimat getrieben. Christine hat ihn zum Glück nicht vergessen, der Gerichtsverwalter Günther aber ebenfalls nicht und will ihn gleich verhaften lassen. Da der Büttel ihn nicht erwischt und vor Wut die alte Mutter malträtiert, beschließt Stülpner, den beiden Leuteschindern eins auszuwischen. Als Günther kurz darauf mit einigen Soldaten von der Burg ausreiten will, um Pfändungen zu vollstrecken, postiert Stülpner sich vor dem Tor und lässt stundenlang niemanden heraus – die legendäre „Belagerung der Burg Scharfenstein“. Die Soldaten zeigen nämlich wenig Lust, sich Stülpners treffsicheren Kugeln auszusetzen. Um die peinliche Situation zu beenden, macht Günther schließlich Friedensangebote, denkt aber gar nicht daran, sein Wort zu halten. Daraufhin kennt auch Stülpner keine Rücksichten mehr. Er zwingt den Gerichtsverwalter, dem Büttel eigenhändig zehn Hiebe aufzuzählen, und wirft die Pfändungsverfügungen aus Günthers Satteltasche in den Fluss.

### Die Treibjagd
Stülpner und der Schwarze haben sich als Raubschützen in einer verborgenen Höhle häuslich eingerichtet. Nach wie vor gibt Stülpner aber den Bedürftigen reichlich von seiner Jagdbeute ab und achtet auch sonst in „seinem“ Revier auf Gerechtigkeit. So straft er einen hartherzigen Förster, der den Armen sogar das Reisigsammeln verbietet, und verjagt einen Taugenichts, der sich unter seinem Namen als Straßenräuber versuchte. Der Obrigkeit sind solche Aktionen und Stülpners zunehmende Beliebtheit beim Volk natürlich ein Dorn im Auge. Mit Bewilligung des Grafen setzt der Gerichtsverwalter ein Großaufgebot von Forstbeamten und Soldaten in Marsch, aber da Stülpner überall gewarnt und unterstützt wird, schlägt das Unternehmen kläglich fehl. Auf dem Karren eines Gauklers entkommen Stülpner und der Schwarze wieder einmal nach Böhmen, und wie es der Zufall will, erweist sich der Gaukler Noggel auch als geübter Kunstschütze und wird in ihrem Bunde der Dritte.

### Der Kopfpreis
Im Erzgebirge ist Stülpner inzwischen so berühmt, dass schon Bänkelsänger seine Geschichte erzählen. Am Hof zu Dresden misst man ihm dagegen weit weniger Bedeutung bei. Öffentlich angeschlagene Steckbriefe und achtzig Taler Belohnung dürften genügen, so meint man dort, um seiner schnell habhaft zu werden. Zwei Commissarii werden mit dem Kopfgeld zur Gerichtsverwaltung nach Thum entsandt und sollen auf dem Rückweg den Stülpner gleich mitbringen, außerdem auch den dort wegen aufrührerischer Pamphlete inhaftierten Drucker Uhlig. Als schlichter Jäger getarnt, „rettet“ Stülpner die Commissarii im finsteren Wald vor einem fingierten Überfall, bewirtet sie bis zur Volltrunkenheit und benutzt dann ihre Gewänder und Papiere, um Uhlig zu befreien. Anderntags gibt er sich ihnen zu erkennen und zahlt, indem er den Steckbrief wörtlich nimmt, die Belohnung an sich selber aus. Uhlig als Gefährten zu gewinnen, gelingt ihm allerdings nicht. Der Drucker denkt in weit größeren Dimensionen und hat für unorganisierte Einzelkämpfer wie Stülpner nicht viel übrig. Immerhin überlässt Stülpner ihm die achtzig Taler, dann trennen sich ihre Wege wieder.

### Die Hochzeit
Stülpner will endlich seine Christine heiraten, zumal sie ein Kind von ihm erwartet. Christines Vater, der Schankwirt, lehnt einen solchen Schwiegersohn aber strikt ab, und der Pfarrer verweigert eine heimliche Trauung. Geheiratet muss aber werden, sonst drohen Christine Gefängnis und dauerhafte Schande. Zumindest die Strafe kann der Wirt mit einigen Talern beim Gerichtsverwalter abwenden, und dieser bringt auch den einzigen möglichen Heiratskandidaten ins Spiel: Stülpners alten Rivalen Helfrich. Um ihres völlig verzweifelten Vaters willen ergibt sich Christine einstweilen in ihr Schicksal. Stülpner, der Schwarze und ihr neuer Kamerad Noggel versuchen die Hochzeit zu sabotieren, doch der Gerichtsverwalter hat bewaffnete Häscher an der Kirche postiert, und Helfrich verliert die Nerven. Er zettelt eine wüste Schießerei an, bis ein Kind verletzt wird und die wütenden Bauern mit Steinwürfen dem Tumult ein Ende machen. Stülpner und der Schwarze fliehen mit dem tödlich verwundeten Noggel in den Wald, Christine verlässt ihren Vater und geht mit ihnen.

### Die Falle
Stülpner weiß, dass er nicht ewig im Wald hausen kann, schon gar nicht mit Frau und Kind. Auch dem Schwarzen wird allmählich der Boden zu heiß, er möchte zurück nach Böhmen, wo es größere Wälder und weniger Förster gibt. Jenseits der Grenze steht eine verfallene Schänke, die sie vielleicht gemeinsam wieder herrichten könnten. Da erhält Stülpner überraschend ein Gesprächsangebot vom Grafen persönlich. Der Graf ist zwar nicht so borniert wie seine Amtsträger und erkennt die Missstände des Zeitalters und seiner eigenen Herrschaft sehr wohl, gedenkt aber nichts Grundsätzliches daran zu ändern, sondern die Dinge wie gewohnt „auf Gutsherrenart“ zu regeln. Um den Zorn der Bauern zu beruhigen, enthebt er lediglich den verhassten Herrschaftsjäger Helfrich seines Postens. Stülpner soll 500 Taler erhalten, wenn er seinen Tod vortäuscht und auf Nimmerwiedersehen aus der Gegend verschwindet. Die Versuchung ist groß, aber Stülpners Ehrgefühl ist noch größer, unmöglich kann er seine vielen Freunde und Unterstützer so hintergehen. Am Ende sieht man ihn mit Christine und dem Schwarzen nach Böhmen in eine ungewisse Zukunft ziehen.

## Drehorte
Schellerhau: Das Gehöft mit dem Schlagbaum, wo der gelungene Grenzübertritt mit dem Kutschwagen nach Böhmen im August 1972 für die Episode 3 „Die Pfändung“ (Schluss-Sequenz) gefilmt wurde, ist das heutige Haus des Ortsvorstehers von Schellerhau. Es liegt in etwa unterhalb des Botanischen Gartens, Tal-abseitige Straßenseite.
Der Vorspann zeigt u. a. einen Schwenk über das Flöhatal bei Olbernhau mit den heutigen Ortsteilen Reukersdorf, Kleinneuschönberg und Hallbach.

## Kritik
„Mit Mutterwitz, leiser Ironie und deftigem Charme verlieh Manfred Krug dem legendären erzgebirgischen Volkshelden Karl Stülpner Gestalt.“